# Leen Dom
Leen Dom, née le 19 mars 1983 , est une judokate belge qui évolue dans la catégorie des moins de 48 kg (poids super-légers). 

## Palmarès
Leen Dom a fait plusieurs podiums dans des tournois de World Cup.

Elle a été deux fois championne de Belgique U20 et deux fois championne de Belgique sénior :
| Chpt de Belgique sénior | Chpt de Belgique sénior | 2001 | 2002 | 2003 | 2004 | 2005 | 2006 |
| ----------------------- | ----------------------- | ---- | ---- | ---- | ---- | ---- | ---- |
| super-légers            | -48 kg                  | 2e   | 3e   | 1er  | 1er  | 3e   | 2e   |